# Théâtre Saint-Denis

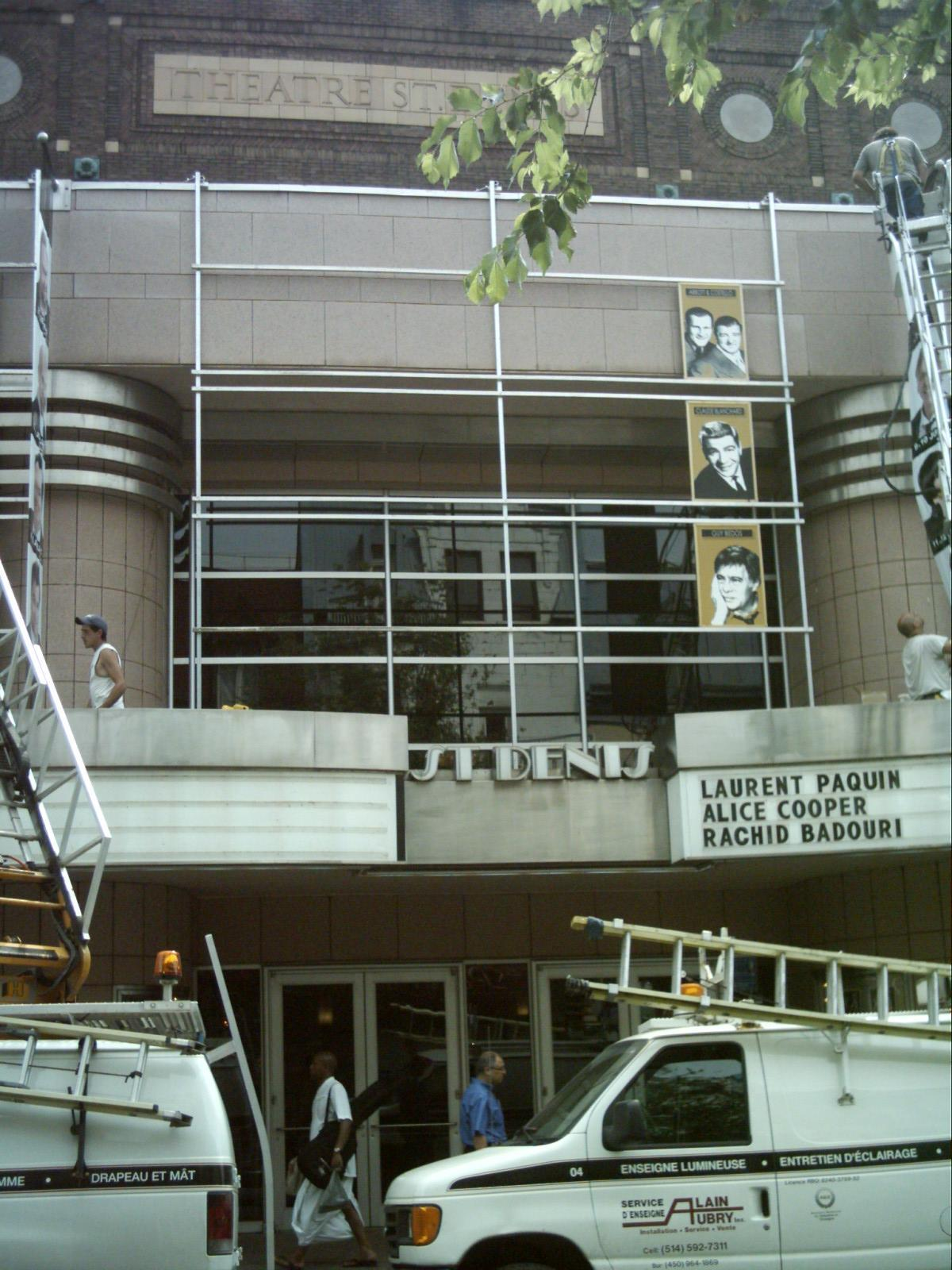
Théâtre Saint-Denis

Das Théâtre Saint-Denis ist ein Theater in Montreal. Es befindet sich an der 1594 Rue Saint-Denis im Quartier Latin.
In dem 1915 errichteten Gebäude befand sich zunächst mehrere Jahrzehnte lang das größte Kino der Stadt. Im Jahr 1980 kam es zu einer Neuausrichtung und zu einer Spezialisierung auf darstellende Kunst. Seither werden hier Musicals, Theaterstücke, Konzerte sowie Comedyprogramme in französischer und englischer Sprache aufgeführt. Das Theater gehört zu den wichtigsten Veranstaltungsorten des Comedy-Festivals Juste pour rire.
Das Gebäude wurde 1998 vollständig renoviert. Es enthält zwei Säle, das Théâtre St-Denis 1 mit 2218 Sitzplätzen und das Théâtre St-Denis 2 mit 933 Sitzplätzen.